# یانوش رادوکی
یانوش رادوکی (مجاری: János Radoki؛ زادهٔ ۷ مارس ۱۹۷۲) بازیکن فوتبال اهل مجارستان است.
از باشگاه‌هایی که در آن بازی کرده‌است می‌توان به باشگاه فوتبال گروتر فورث و باشگاه فوتبال آگسبورگ اشاره کرد.